# Мейкер, Тон
Тон Мейкер (англ. Thon Marial Maker, род. 25 февраля 1997 года) — австралийский баскетболист, родившийся в Судане на территории нынешнего Южного Судана, выступающий за клуб Джи-Лиги НБА «Рио-Гранде Вэллей Вайперс». Мэйкер был выбран на драфте НБА 2016 года под десятым номером, хотя рассматривался скаутами как один из пяти самых перспективных игроков драфта.

## Ранние годы
Мейкер родился в городе Вау, Южный Судан. Когда Тону Мейкеру было пять, спасаясь от ужасов войны дядя отправил его, младшего брата Матура и тётю в Уганду. Оттуда они получили возможность в качестве беженцев перебраться в Австралию. Семья переехала в Перт.
В возрасте 14 лет Мейкер начал заниматься футболом в пригороде Перта, его тренером стал Эдвард Смит, австралиец афроамериканского происхождения, который открыл школу для детей мигрантов. Смит также помог двум другим мигрантам из Судана Атеру Майоку и Матангу Муо стать профессиональными спортсменами. Смит помогал Мейкеру с жильем, одеждой и питанием, когда тот обучался в Сиднее баскетболу в Баскетбольной Ассоциации Святого Георгия в 2011 года. Перед серией плей-офф Мэйкер и Смит посетили лагерь для талантов в Техасе.

## Старшая школа и колледж
В США Мейкер посещал две школы в Луизиане, в частности «Метери Парк Кантри Дей Скул», но в итоге выбрал Карлайл в Мартинсвилле, штат Виргиния. В первый и второй год обучения играл за различные команды Карлайла, в среднем набирая 22,2 очка, совершая 13,1 подбора, отдавал 1,9 передач, совершал 1,4 перехвата и 4,5 блок-шота за 53 матча. Во второй год получил приз лучшему игроку штата Вирджиния 2013–14, а команда стала чемпионом штата.
5 сентября 2014 года Мейкер и его брат переехали в Моно, провинция Онтарио, Канада, где присоединились к Институту спорта города Моно, в котором в качестве помощника главного тренера работал Эдвард Смит. По договоренности с тренером, братья начали посещать старшую школу Оринджвилла.
18 февраля 2015 года Мейкер принял решение окончить последний класс старшей школы 2014–15 учебного года. Позднее он принял участие в лагере Nike Hoop Summit 2015 года, который проходил in Портленде, штат Орегон. Выступая с другим австралийцем Беном Симмонсом в апрельском матче, Мейкер совершил 10 подборов, набрал 2 очка и один блок-шот, а его команда Сборная Мира обыграла Сборную США со счётом 103–101.
18 июня 2015 года Мейкер решил остаться в старшей школе на 2015-16 учебный год и вернулся в Оринджвилл для дальнейшей подготовки. Мэйкер отмечал, что работа была очень сложной, так как «множество вопросов приходилось решать за раз». Мейкера приглашали в команды колледжей Аризона Стэйт, Флорида Стэйт Семинолз, Индиана Хузерс, Канзас Джейхокс, Кентукки Уайлдкэтс, Нотр-Дам Файтинг Айриш, Сэнт Джонс Ред Сторм и UNLV Раннин Ребелс.
3 апреля 2016 года Мейкер объявил об участии в Драфте НБА 2016 года, однако вопрос о его участии должна была учесть НБА на основании существующих правил. Для того, чтобы пропустить год в колледже, Мейкер должен был убедить НБА, что он выпустился из подготовительного класса Оринджвилла в июне 2015, однако ещё на один год останется студентом по своему выбору. Таким образом, будет учтен возраст игрока и как минимум год после окончания школы, что и требовала НБА. Мейкер стал только вторым игроком за последнее десятилетие, задрафтованным сразу после школы и первым после введение в НБА новых правил для драфта в 2005 году.

## Профессиональная карьера

### Драфт НБА
Перед драфтом НБА 2016 года Мейкер стал третьим по показателям роста (216 см), а также стал лучшим в вертикальном прыжке для игроков такого роста. Перед драфтом также важную роль играл его возраст, что могло отразиться на пике, в итоге команды могли предпочесть Мэйкеру игрока в возрасте 21–23 лет, тогда как ему было только 19. Несмотря на это, игрок был выбран под высоким 10-м пиком первого раунда клубом «Милуоки Бакс», став первым игроком старшей школы, выбранным в первом раунде драфта после принятия нового соглашения 2005 года.

### Милуоки Бакс (2016–2019)
В Летней лиге НБА 2016 года Мейкер в среднем набиал 14,2 очка и совершал 9,6 подбора в пяти играх за «Бакс», став игроком Второй сборной Летней лиги. 30 июля 2016 года подписал контракт новичка с «Милуоки Бакс». Дебютировал в НБА 30 октября 2016 года, выйдя на 95 секунд в четвертой четверти матча против «Детройт Пистонс», которую команда проиграла со счётом 98–83 и записал на свой счёт один подбор. 21 января 2017 года впервые вышел в стартовой пятёрке, набрал шесть очков за 18 минут на площадке, но клуб проиграл «Майами Хит» со счётом 109–97. 1 февраля 2017 года набрал наилучший показатель в карьере - 12 очков, однако его команда проиграла «Юте» со счётом 104–88. 10 февраля 2017 года в первом матче «Бакс» после травмы Джабари Паркера, Мейкер заменил его на площадке, набрал 7 очков и 6 подборов за 17 минут в матче против «Лос-Анджелес Лейкерс», но клуб в итоге проиграл 122–114. На следующий день, повторил рекорд в 12 очков против «Индианы», в котором его команда одержала победу со счётом 116–100. 31 марта 2017 набрал лучший в карьере показатель в 23 очка в матче против «Детройт Пистонс», а клуб победил в овертайме со счётом 108–105.

### Детройт Пистонс (2019–2020)
7 февраля 2019 года Мейкер был обменян в «Детройт Пистонс» в результате трёхстороннего обмена. 18 ноября 2020 года Трой Уивер, генеральный менеджер «Пистонс» объявил, что не будет делать квалификационное предложение Мейкеру, это позволило стать баскетболисту свободным агентом.

### Кливленд Кавальерс (2020–2021)
20 ноября 2020 года Мейкер подписал контракт с «Кливленд Кавальерс». 14 января 2021 года в результате трёхстороннего обмена с участием Джеймса Хардена и прихода в «Кавальерс» Торина Принса и Джаретта Аллена Мейкер был отчислен из клуба.

## Национальная сборная
Так как Мейкер является гражданином Австралии, в апреле 2016 года он выразил желание выступать за сборную Австралии, хотя на него и его брата Матура очень рассчитывала национальная федерация Канады. Отложить официальный дебют Мейкер согласился на летнюю Олимпиаду в Токио 2020 года.

## Личная жизнь
Мейкер имеет австралийское и южносуданское гражданство.
Его родители являются представителями народа динка и по-прежнему живут в Южном Судане. Оба родителя очень высокие, рост отца составляет 203 см, матери - 190 см. Его младший брат Матур также является потенциальным новичком для многих колледжей. Ещё один брат, Мейкер Мейкер выступает в юношеской команде (до 20 лет) по футболу «Саут Мельбурн». Двоюродный брат Мэйкера, Макур является учеником старшей школы Уэст Хиллс Чаминэйд в Лос-Анджелесе. Другой двоюродный брат, Алиир Алиир, играет в австралийский футбол и выступает за команду «Сидней Свонс».

## Статистика

### Статистика в НБА
| Сезон                                                                                    | Команда  | Регулярный сезон | Регулярный сезон | Регулярный сезон | Регулярный сезон | Регулярный сезон | Регулярный сезон | Регулярный сезон | Регулярный сезон | Регулярный сезон | Регулярный сезон | Регулярный сезон | Серия плей-офф | Серия плей-офф | Серия плей-офф | Серия плей-офф | Серия плей-офф | Серия плей-офф | Серия плей-офф | Серия плей-офф | Серия плей-офф | Серия плей-офф | Серия плей-офф |
| Сезон                                                                                    | Команда  | GP               | GS               | MPG              | FG%              | 3P%              | FT%              | RPG              | APG              | SPG              | BPG              | PPG              | GP             | GS             | MPG            | FG%            | 3P%            | FT%            | RPG            | APG            | SPG            | BPG            | PPG            |
| ---------------------------------------------------------------------------------------- | -------- | ---------------- | ---------------- | ---------------- | ---------------- | ---------------- | ---------------- | ---------------- | ---------------- | ---------------- | ---------------- | ---------------- | -------------- | -------------- | -------------- | -------------- | -------------- | -------------- | -------------- | -------------- | -------------- | -------------- | -------------- |
| 2016/17                                                                                  | Милуоки  | 57               | 34               | 9,9              | 45,9             | 37,8             | 65,3             | 2,0              | 0,4              | 0,2              | 0,5              | 4,0              | 6              | 6              | 19,4           | 38,7           | 20,0           | 81,8           | 3,2            | 2,0            | 0,8            | 1,8            | 5,8            |
| 2017/18                                                                                  | Милуоки  | 74               | 12               | 16,7             | 41,1             | 29,8             | 69,9             | 3,0              | 0,6              | 0,5              | 0,7              | 4,8              | 6              | 2              | 21,6           | 39,3           | 30,0           | 71,4           | 3,8            | 0,8            | 0,3            | 1,8            | 5,5            |
| 2018/19                                                                                  | Милуоки  | 35               | 0                | 11,7             | 44,0             | 33,3             | 54,1             | 2,7              | 0,5              | 0,3              | 0,5              | 4,7              | Не участвовал  | Не участвовал  | Не участвовал  | Не участвовал  | Не участвовал  | Не участвовал  | Не участвовал  | Не участвовал  | Не участвовал  | Не участвовал  | Не участвовал  |
| 2018/19                                                                                  | Детройт  | 29               | 5                | 19,4             | 37,3             | 30,7             | 76,6             | 3,7              | 0,9              | 0,4              | 1,1              | 5,5              | 4              | 2              | 17,2           | 26,9           | 0,0            | 88,9           | 2,3            | 1,0            | 0,0            | 1,0            | 5,5            |
| 2019/20                                                                                  | Детройт  | 60               | 14               | 12,9             | 48,2             | 34,4             | 66,4             | 2,8              | 0,7              | 0,4              | 0,7              | 4,7              | Не участвовал  | Не участвовал  | Не участвовал  | Не участвовал  | Не участвовал  | Не участвовал  | Не участвовал  | Не участвовал  | Не участвовал  | Не участвовал  | Не участвовал  |
| 2020/21                                                                                  | Кливленд | 8                | 0                | 9,6              | 55,6             | 0,0              | 90,9             | 2,3              | 0,5              | 0,3              | 0,5              | 3,8              | Не участвовал  | Не участвовал  | Не участвовал  | Не участвовал  | Не участвовал  | Не участвовал  | Не участвовал  | Не участвовал  | Не участвовал  | Не участвовал  | Не участвовал  |
|                                                                                          | Всего    | 263              | 65               | 13,8             | 43,5             | 32,7             | 68,0             | 2,8              | 0,6              | 0,4              | 0,7              | 4,6              | 16             | 10             | 19,7           | 35,3           | 19,0           | 81,5           | 3,2            | 1,3            | 0,4            | 1,6            | 5,6            |
| Наведите курсор мыши на аббревиатуры в заголовке таблицы, чтобы прочесть их расшифровку. |          |                  |                  |                  |                  |                  |                  |                  |                  |                  |                  |                  |                |                |                |                |                |                |                |                |                |                |                |